# Jarrah (hout)

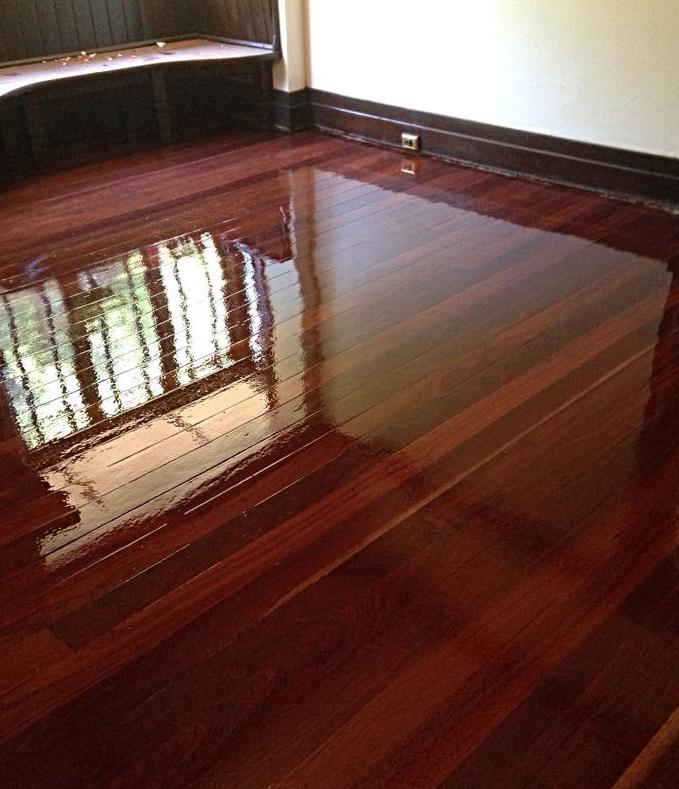
Jarrah vloer, vers gelakt

Jarrah is een houtsoort afkomstig van Eucalyptus marginata (familie Myrtaceae). Deze komt van nature voor in Australië.
Het donker bruinrode hout is heel duurzaam en wordt gebruikt voor buitenconstructies, waterbeheersconstructies, terrassen, dwarsliggers en buitentrappen. Soms wordt het ook gebruikt voor binnenschrijnwerk en slijtvast parket.